# White Cliffs
White Cliffs is een plaats in de Australische deelstaat New South Wales en telt 221 inwoners (2001), 103 bij de volkstelling van 2011. Gedurende de zomermanden vaak nog minder.
Het werd gesticht aan het eind van de 19e eeuw toen opaal werd ontdekt.
Het opvallende van White Cliffs zijn de ondergrondse huizen en motel. Ondergronds omdat het zo warm is.